# Herbert Maier

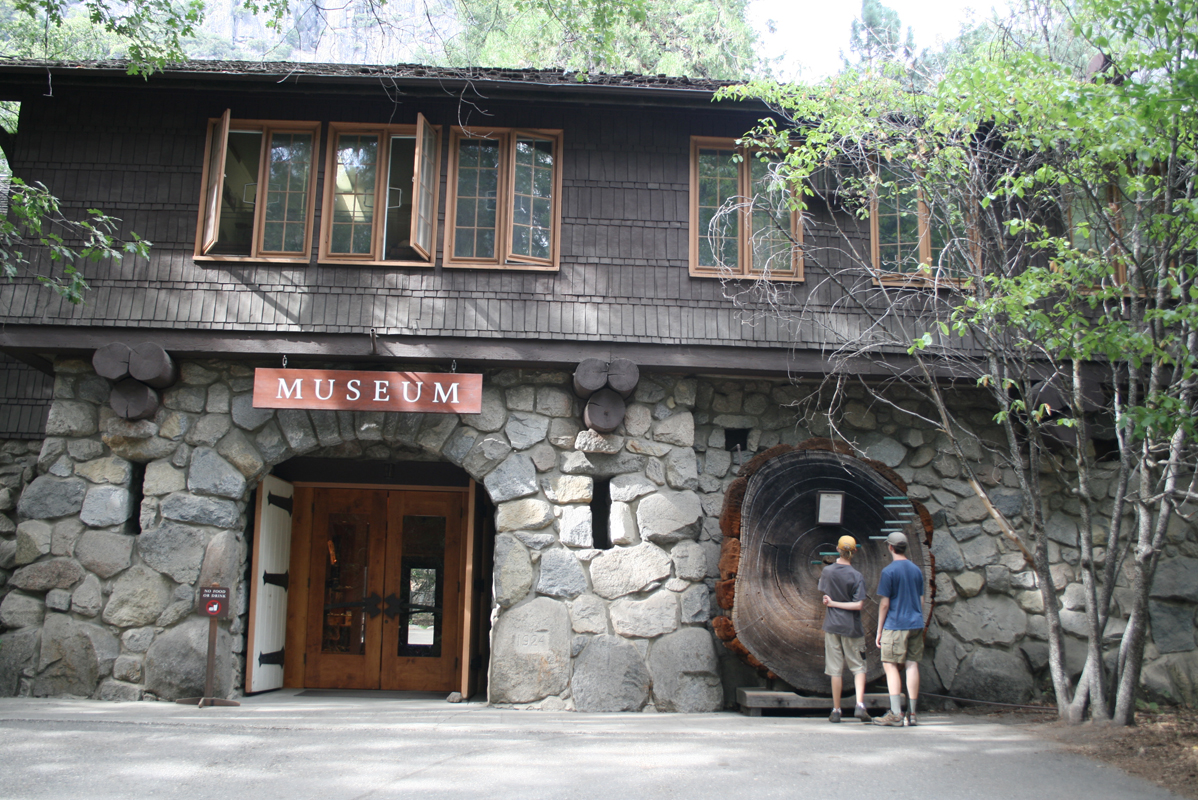
Het Yosemite Museum (1924)

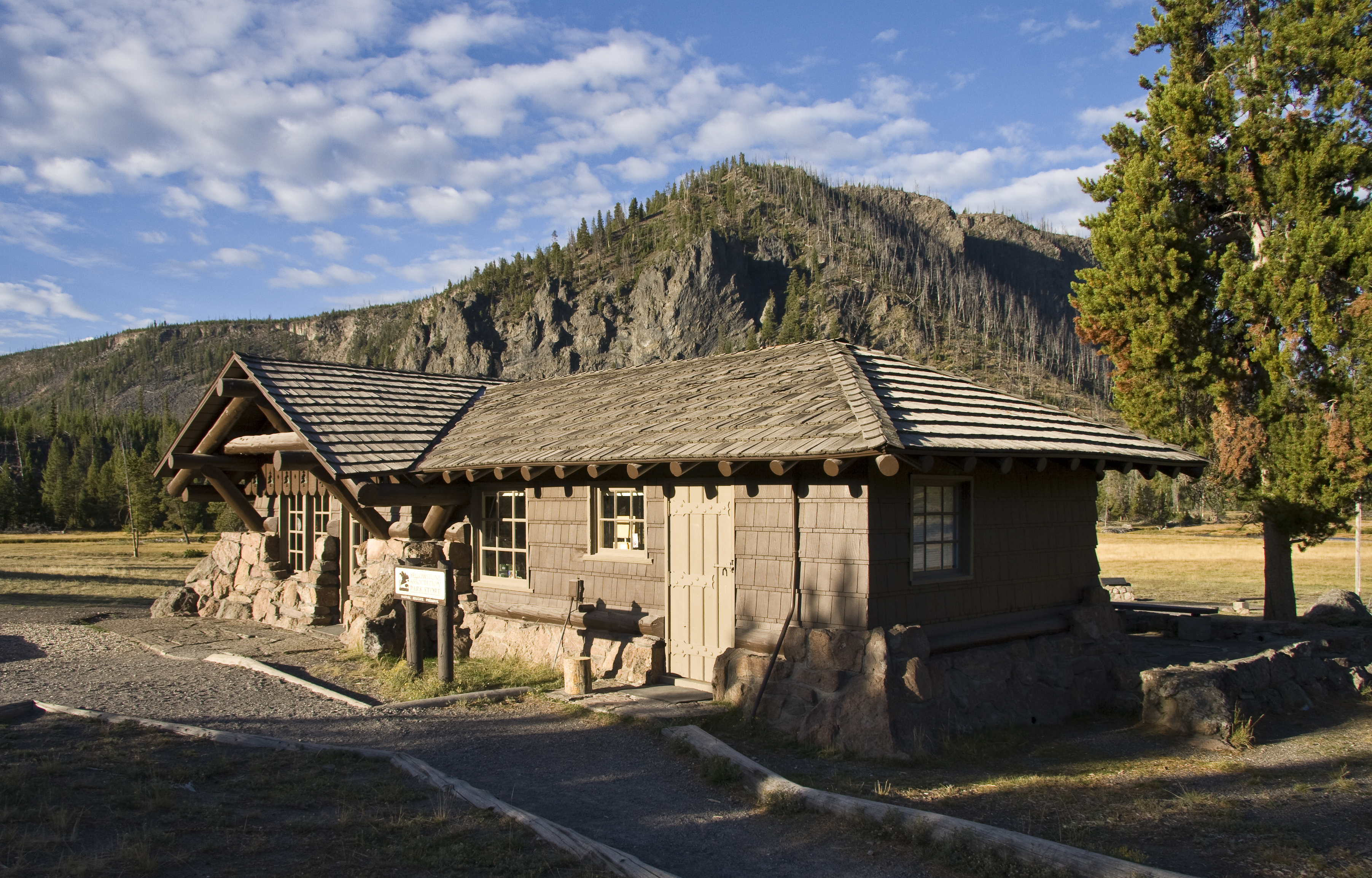
Het Madison Museum (1929) in Yellowstone, een van de "trailside museums"

Herbert Maier (San Francisco, 2 januari 1893 –- Oakland, 23 februari 1969) was een Amerikaans architect en administrateur. Hij is bekend om zijn werk in de nationale parken Yosemite, Grand Canyon en Yellowstone. Maier was een adviseur voor de National Park Service en ontwierp allerhande infrastructuur voor de parken, met name in de door hem mee-ontwikkelde National Park Service Rustic-stijl.

## Loopbaan
Maier kwam uit San Francisco en studeerde aan de Universiteit van Californië - Berkeley. In 1921 begon hij een samenwerking met Ansel F. Hall, een specialist en vernieuwer inzake bezoekers- en interpretatiecentra in de nationale parken. Maier gaf Hall schetsen voor een museum in de Yosemite Valley dat Hall graag wilde bouwen. In 1925 werd het Yosemite Museum in samenwerking met landschapsarchitect Thomas Chalmers Vint voltooid. Het diende lange tijd als voorbeeld voor andere parken. In 1928 ontwierp Maier een uitkijkpunt bij Yavapai Point in het Grand Canyon National Park, alsook het Bear Mountain-museum in het Palisades Interstate Park in New York. Voor de projecten op de South Rim van de Grand Canyon werkte Maier samen met onder meer Gilbert Stanley Underwood, Mary Colter en Thomas Vint.
Maier ontwierp vier zogenaamde "trailside museums" in Yellowstone, die tussen 1928 en 1931 openden. Dat waren kleine musea waar bezoekers terechtkonden voor achtergrondinformatie over de natuur langs de Grand Loop Road. Drie van die musea bestaan nog steeds en zijn in gebruik als bezoekerscentra. Ze zijn gezamenlijk erkend als National Historic Landmark.
In 1933 begon Maier voor de Park Service te werken als administrateur. Hij hield zich minder bezig met individuele bouwprojecten en meer met beleid. Maier was een regionale directeur van het Civilian Conservation Corps (CCC) voor de Park Service en een voorman van de National Park Service Rustic-architectuur. De gebouwen in het Bastrop State Park, erkend als National Historic Landmark, behoren tot de beste voorbeelden van Maiers bouwstijl.
Het bekende pijlpunt-embleem van de National Park Service werd ontworpen onder Maiers begeleiding en werd door zijn toedoen gestandaardiseerd. In 1952 werd het officieel ingevoerd op alle niveaus van het agentschap.
Maier was ook betrokken in het Mission 66-programma.